# 查理大学人文学院
查理大学人文学院（捷克語：Fakulta humanitních studií, FHS UK），是查理大学的二级学院之一，正式创建于2000年。

## 历史沿革
查理大学人文学院是查理大学最年轻的学院，其前身是成立于1990年的教育基础学院（Institut základů vzdělanosti, IZV）。教育基础学院主任兹德涅克·平策（Zdeněk Pince）博士于1993年开设了学士和三个硕士学位课程，共有300名学生。2000年人文学院（FHS）正式成立时，有900多名学生。
人文学院的首任院长是扬·索克尔教授。索克尔后曾参加2003年捷克总统大选，但败给瓦茨拉夫·克劳斯。 自2002年以来，该学院又开设了另一个硕士和第一个博士课程，并在2007年增设了两个博士课程。 2007年，拉迪斯拉夫·贝尼欧夫斯基（Ladislav Benyovszky）接任院长一职。现任院长为玛丽安·佩托娃（Marie Pětová）。
原教育基础学院位于莱格罗娃（Legerova）街的捷克科学院大楼内。2000年人文学院成立，搬到了位于布拉格伊诺尼采（Jinonice）的新大楼，并附有兩個獨立設施。由于学生人数的增长和狭窄的空间条件，大多数硕士课程后来转移到布拉格几个地方的租赁场所。三層圖書館位於布拉格地铁老城站杨·帕拉赫广场大学建筑下方。
2013年，捷克總統米洛什·泽曼拒絕批准人類學家马丁·普特纳在該學院擔任教授，因為普特納曾在2011年參與布拉格同性戀驕傲游行。在學術界和公众界多次抗議後，2013年6月由时任教育部長彼得·费亚拉任命普特纳为教授。
2020年9月15日，经过多年的筹划和谈判，一座新改建的大楼在布拉格里本区（Libeň）启用，包括图书馆在内的所有教职设施都搬迁到那里。该建筑在2021年赢得了一项国家建筑奖。

## 机构设置
| 中文名称           | 捷克文名称 | 英文名称 |
| ------------------ | ---------- | -------- |
| 哲学系             | [ 12 ]     |          |
| 历史研究系         | [ 13 ]     |          |
| 语言文学系         | [ 14 ]     |          |
| 应用社会科学系     | [ 15 ]     |          |
| 心理学与生命研究系 | [ 16 ]     |          |
| 社会文化人类学系   | [ 17 ]     |          |
| 社会学系           | [ 18 ]     |          |
| 艺术理论系         | [ 19 ]     |          |
| 博士研究办公室     | [ 20 ]     |          |

## 学位设置
人文学院的学术教研重点是欧陆哲学、性别研究、当代史、思想史和口述史学等人文学科和社会文化人类学，包括民族音乐学。
人文学院授予以捷克语和英语授课的博雅人文专业（Studium humanitní vzdělanosti）学士学位。录取程序为单轮笔试，通过将专业文本的选定摘录翻译成捷克语并回答有关该文本内容的三个问题，来检验学生所选外语（英语、德语或法语）的被动知识（passive knowledge）。该专业秉持博雅教育的理念，学生个人在在导师的指导下自由选择学习科目，每年必须修满50个ECTS，可以从查理大学人文学院和其他学院的课程中选择讲座和研讨会等。为取得学位，学生必须通过哲学、歷史學、社会学、心理学、经济学和人类学的综合考试（comprehensive exams）、翻译所选外语（英语、德语或法语）的专业文本并完成学士论文答辩。
人文学院所授予硕士学位包括欧洲文化和精神史、性别研究、历史社会学、德国和法国哲学、普通人类学、口述史和当代史等。
人文学院所授予博士学位包括社會生態學、历史社会学、普通人类学、德国和法国哲学、符號學和传播哲学、應用倫理學等。
| 学位  | 2001 | 2002 | 2003 | 2004 | 2005 | 2006 | 2007 | 2008 | 2009 |
| ----- | ---- | ---- | ---- | ---- | ---- | ---- | ---- | ---- | ---- |
| Bc.   | 943  | 1080 | 1268 | 1339 | 1434 | 1528 | 1509 | 1605 | 1643 |
| Mgr.  | 102  | 219  | 295  | 296  | 347  | 397  | 478  | 608  | 667  |
| Ph.D. | 0    | 18   | 39   | 45   | 53   | 80   | 99   | 113  | 135  |
| 总数  | 1045 | 1317 | 1602 | 1680 | 1834 | 2005 | 2086 | 2326 | 2445 |

## 著名人物
- 扬·索克尔：哲学家。
- 张伟：现象学家，中山大学哲学系教授兼系主任，笔名张任之。[33]
- 马丁·普特纳（捷克語：Martin C. Putna）：人类学家。

## 图集

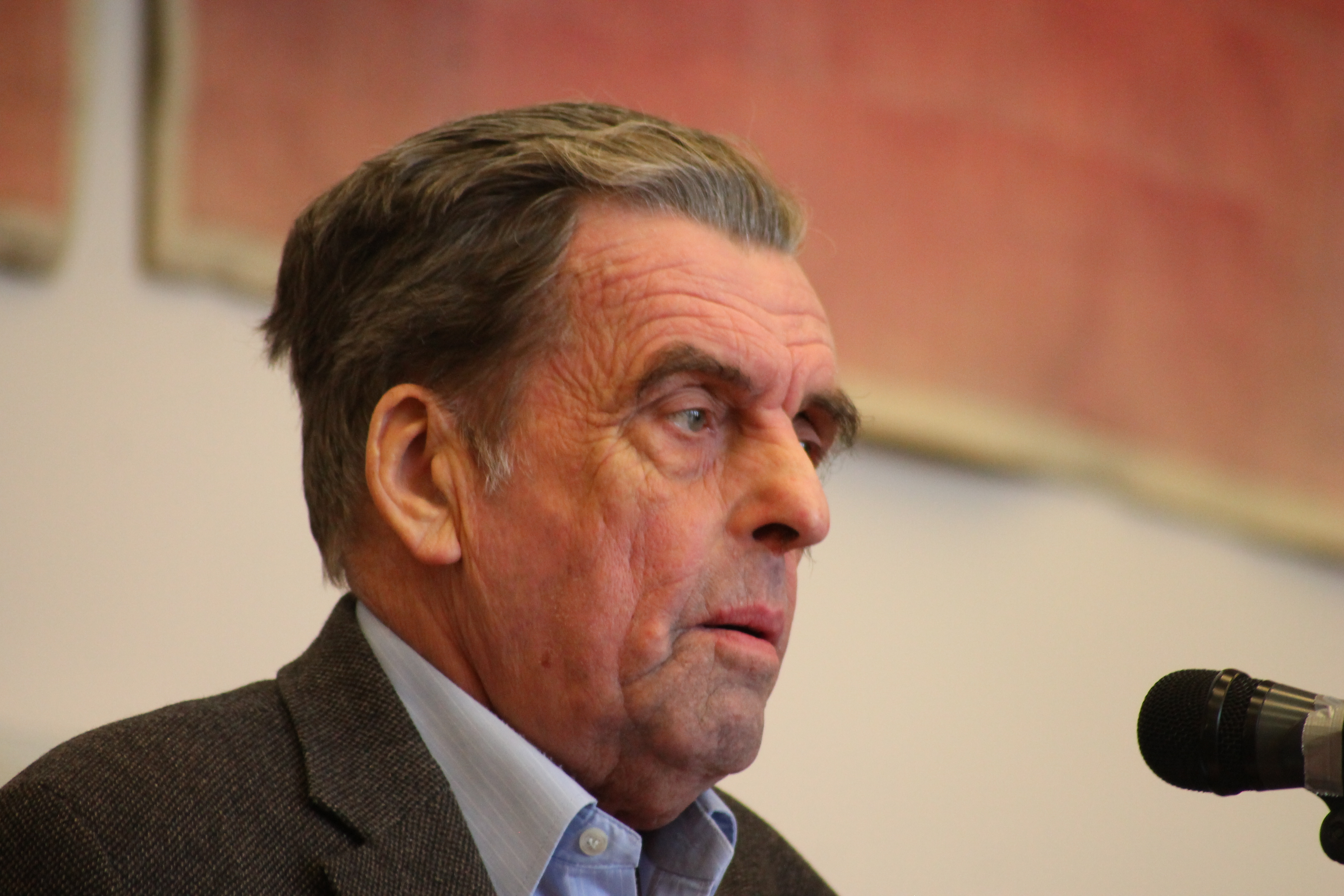
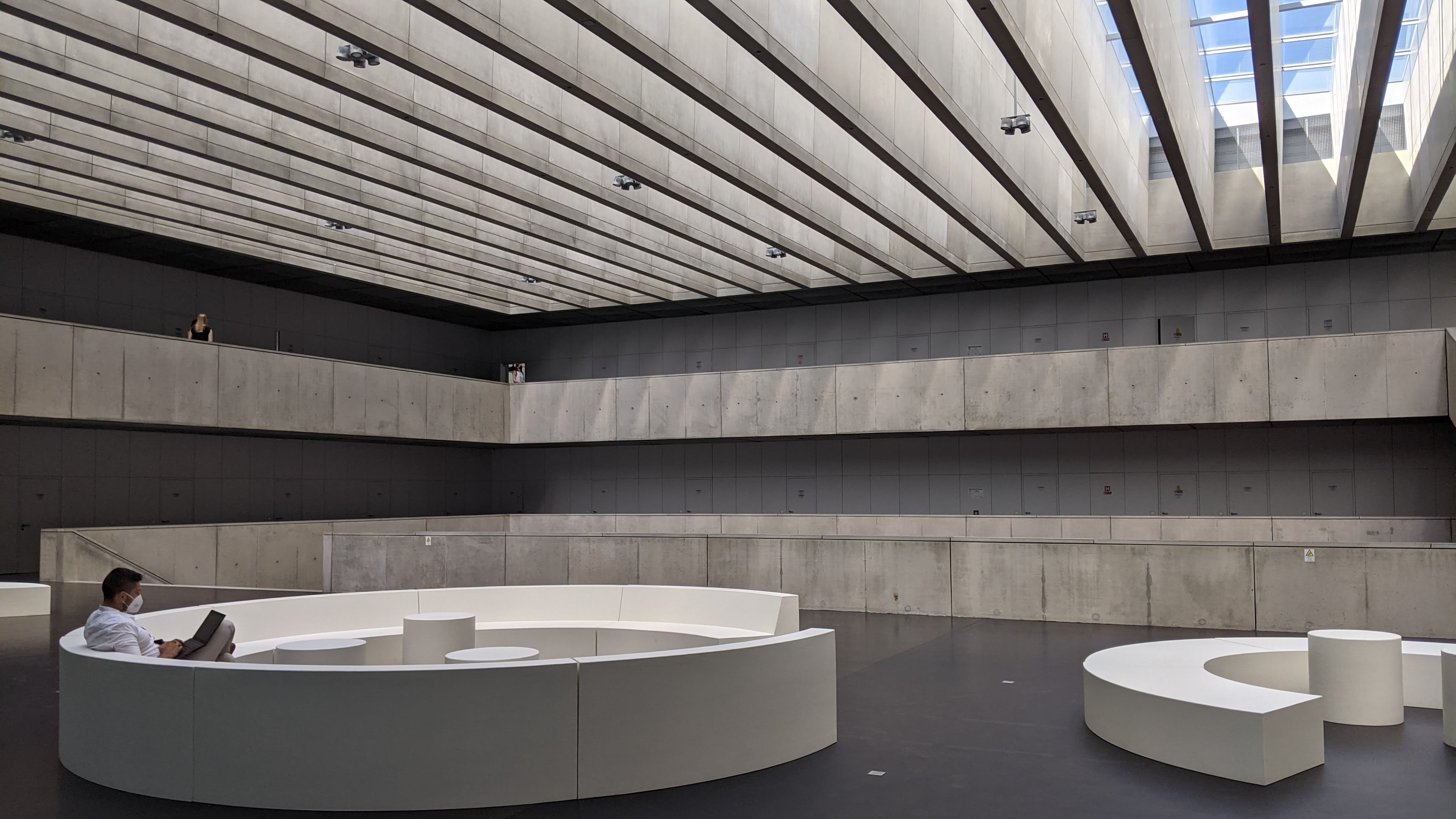
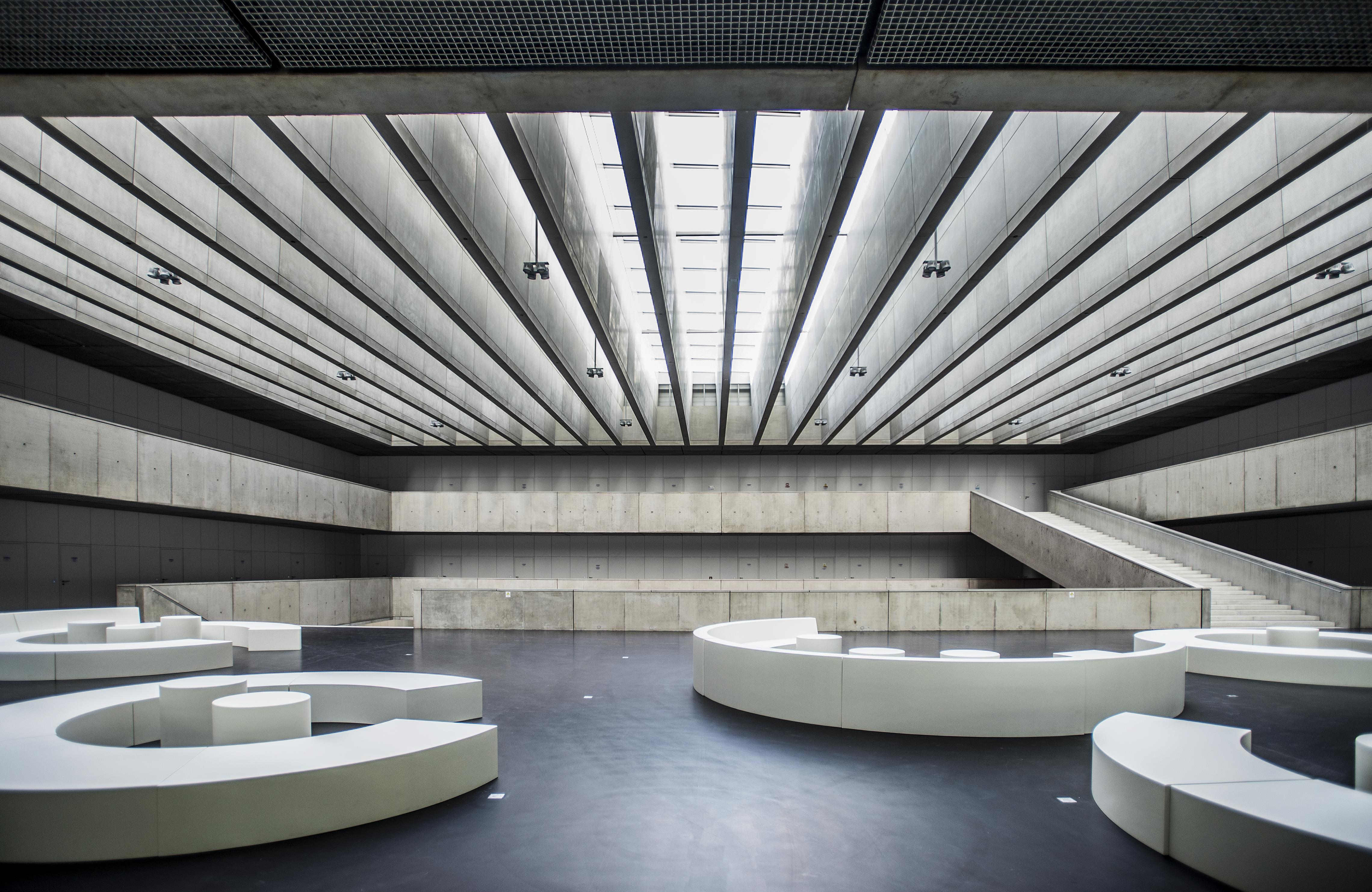
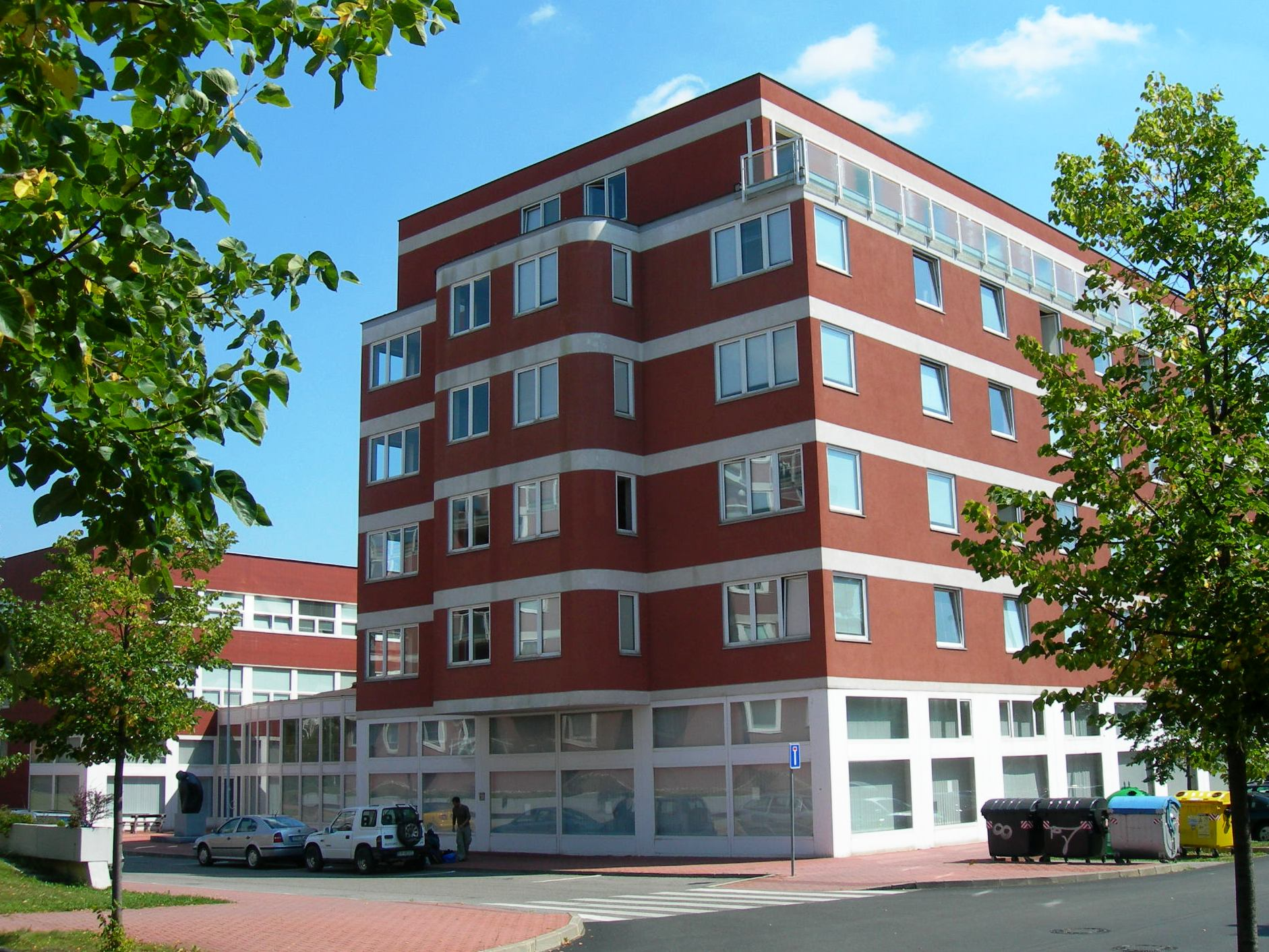